# Teatro accademico nazionale dell'operetta
Il Teatro accademico nazionale dell'operetta (in ucraino Київський національний академічний театр оперети?, Kyïvs'kyj nacional'nyj akademičnyj teatr operety) è un teatro di Kiev, in Ucraina.

## Storia
Il Teatro accademico nazionale dell'operetta fu fondato nel 1934, quando sostituì il precedente Teatro nazionale ucraino del Popolo (in russo Государственный украинский народный театр?, Gosudarstvennyj ukrainskij narodnyj teatr) diretto dall'attore e regista Panas Saksahans'kyj. Nel 1922, con l'arrivo alla Casa della Trinità di Marija Kostjantynivna Zan'kovec'ka, l'edificio fu rinominato in suo onore, mentre dal 1934 al 1966 esso fu noto come Teatro nazionale della commedia musicale di Kiev (in russo Киевский государственный театр музыкальной комедии?, Kievskij gosudarstvennyj teatr muzikal'noj komedii).
Nel corso degli anni il teatro ha ospitato importanti attori e registi, tra cui Aleksej Pantelejmovič Rjabov, Vera Petrovna Novinskaja, il gruppo Lojko, Mykola Ivanovič Blaščuk, Matvej Leont'evič Presman e Dmytro Oleksandrovič Ševcov.